# Nemonte Nenquimo
Nemonte Nenquimo est une Huaorani d'Équateur née en 1986. Elle lutte pour protéger les territoires, la culture et le mode de vie de son peuple, dont elle est une des leaders et une personnalité emblématique. Elle a cofondé deux ONG : Amazon Frontlines et Ceibo Alliance et a obtenu le soutien d'autres ONG dont AVAAZ.

## Biographie
Nemonte Nenquimo naît en 1986 et grandit dans la communauté huaorani de Nemonpare — une cinquantaine d'habitants  —, sur le rio Curaray dans la province de Pastaza en Amazonie équatorienne. Elle est l'une des quelque 5 000 membres du peuple des Huaorani.
Elle étudie dans une école de missionnaires, jusqu'à ce qu'elle prenne conscience qu'on l'y contraint à abandonner son héritage culturel.
En 2015 elle co-fonde l'organisation non gouvernementale Allianza Ceibo, qui se donne la mission de protéger les terres ancestrales contre la prospection minière,. En 2018 elle est élue présidente (une femme pour la première fois) du CONCONAWEP, le Conseil huaorani de la province de Pastaza,,.
Dans ce cadre, elle est en 2020 essentiellement active dans la lutte contre la pandémie de Covid-19 et dans la protection de l'environnement.

## Reconnaissance
Elle remporte en 2019 une importante victoire juridique pour la défense des terres d'Amazonie sur lesquelles vit son peuple, dont les gisements de pétrole ne pourront plus être exploités sans le consentement des Huaoranis,.
Elle est une des 100 personnalités les plus influentes distinguées par le magazine Time en 2020.
Le 30 novembre 2020, elle reçoit le prix Goldman pour l'environnement.

## Activisme

### Combat environnemental
Le combat de Nemonte Nenquimo contre l'exploitation forestière s'exprime à travers sa lutte contre la déforestation entraînée notamment par des grands projets miniers, pétroliers et agricoles. Elle est une figure importante du paysage médiatique alors que depuis une trentaine d'années, les entreprises comme Repsol ont commencé a extraire du pétrole dans la zone du parc national Yasuni.
Nemonte Nenquimo se dit fière que son peuple ait encore accès à de « nombreux animaux, poissons, fruits, avec un air pur et une eau claire ». À la tête du CONCONAWEP, Nemonte Nenquimo lance une requête judiciaire. Les Waorani, populations de 4.800 individus et propriétaires de 800.000 hectares de forêt dans les provinces de Pastaza, Napo et Orellana, voient leurs terres saccagées en partie par l'État. La requête judiciaire vise à rejeter le futur appel d'offres fait par l'État aux compagnies pétrolières de 180 000 hectares. Nemonte Nenquimo accuse l'État de manipulation, notamment en raison d'un contrat frauduleux passé en 2012 avec ses populations pour leur faire vendre la terre à l'État, ignorantes des intentions du contrat.
En 2023, elle participe à une campagne nationale visant à stopper toute production de pétrole et à définitivement interdire son exploration et exploitation dans le parc national de Yasuna (considéré comme hot-spot de biodiversité et qui abrite encore deux communautés (tagaeri et Taromenane) vivant toutes deux dans l'isolement volontaire.
En 2025 (six ans après sa première victoire contre les entreprises pétrolières), après une alerte lancée par Amazon Watch, elle constate que le Gouvernement de l'Equateur envisage à nouveau de relancer la recherche et l'exploitation de pétrole (Daniel Noboa, le nouveau président par intérim de l'Equateur, y a déclaré l'état d'urgence, remilitarisé le pays, et a annoncé au Canada sa volonté de signer des accords avec des compagnies minières internationales). 
Cette fois le gouvernement mettrait discrètement aux enchères des concessions sur plus de 3 millions d’hectares de forêt vierge, pour des compagnies pétrolières intéressées ; Nemonte Nenquimo lance alors une nouvelle campagne, soutenue par AVAAZ, cette fois pour protéger 3 millions d’hectares contre l'exploitation pétrolière.

### Préservation de la biodiversité
Une carte a été construite par Nemonte Nenquimo, avec l'aide de deux ONG, pour retracer toute la faune et la flore mise en danger par l'activité pétrolière. Des caméras ont été installées et de nombreuses excursions avec GPS pour construire des éléments assez précis pour qu'ils soient assez forts pour contrer le plan du gouvernement. L'État a en effet divisé la jungle en blocs pétroliers qu'il propose ensuite à l'industrie. La vente nécessite l'accord de la population. Mais l'accord n'est pas toujours effectué avec la pleine conscience des deux contractants. Des villageois témoignent de la venue de fonctionnaires. Ces derniers, accompagnés de cadeaux et foulant aux populations ignorantes de la situation de nombreuses promesses, ont réussi à obtenir la signature permettant la mise en vente des terres.
L'ONG Global Witness vient notamment en aide pour dénoncer l'utilisation de techniques abusives visant à affaiblir les mouvements de protection et de survie des peuples via des campagnes de calomnie ou même des poursuites fallacieuses.

### Combat en contexte de crise sanitaire
Alors que le virus COVID-19 apparaît au début de l'année 2020 et que les populations autochtones fuient vers les forêts pour échapper à la vague de contamination qui sévit aux alentours, Nemonte Nenquimo choisit de rester en zone urbaine et de se confiner, afin d'éviter une catastrophe. Elle suspend ses contacts qu'elle avait régulier avec les populations dans le cas où elle serait porteuse silencieuse, pour les épargner.
Par là, elle soutient l'action de la Confédération des nationalités indigènes de l'Amazone équatorienne (CONFENIAE) dirigé par Marlon Vargas. La CONFENIAE décide de suspendre tout accès aux forêts pour protéger ses populations le temps des risques épidémiques. De même, la CONFENIAE ordonne que les personnels présents dans la forêt, travaillant sur les chantiers pétroliers, miniers et hydroélectriques n'effectuent plus de rotation comme auparavant, cela risquant de ramener le virus des villes où il est plus présent. Les activités pétrolières, minières et hydroélectriques aux abords des communautés vivant dans la forêt sont également priée de suspendre leur activité de façon complète.
Les risques sont grands pour les populations indigènes. Il faut trente minutes en avion charter pour atteindre le premier hôpital pour la communauté dirigé par Nemonte Nenquimo ou huit heures de bateau pour atteindre le premier port.

### Éducation populaire aux armes juridiques
Par ses engagements, elle espère non seulement protéger la forêt mais encourager aussi le leadership féminin qu'elle considère plus à même de proposer des solutions d'avenir appropriées. Via l'organisation Alianza Ceibo qu'elle co-crée, elle soutient les Défenseurs de ses communautés qui appartiennent en fait à plusieurs pays et donc nationalités. Des Défenseurs des quatre nationalités (A'i, Sionabai, Siekopai et Huaorani) sont formés. Des conseils techniques juridiques sont mis en place. Un accompagnement aux processus d'exécution et de plainte est engagé.
L'objectif de Alianza Ceibo est ici de faire pression envers l'État pour qu'il respecte ses obligations de protection, de garantie et d'accès aux droits envers l'ensemble de ses citoyens.
Cette démarche s'accompagne d'un appropriation par les communautés de leurs droits. L'existence d'une constitution et de fondements juridiques les protégeant est une nouvelle horizon de défense des peuples.
Alianza Ceibo cherche ainsi à établir des alliances entre villages. Ces unions entre nationalités amènent discussions, acquisition de connaissances notamment juridique pour comprendre les outils juridique de protection à leur disposition et mettre en place des actions politiques. La connaissance s'avère être une arme forte pour ces populations, souvent aussi abusés par ignorance de leurs droits.